# ウッドボーン空港
ウッドボーン空港（ウッドボーンくうこう、英語: Woodbourne Aerodrome） (IATA: BHE, ICAO: NZWB)はニュージーランドマールボロ地方ブレナム郊外にある空港。ブレナム空港とも称され、ブレナムの市街地からは約8km離れている。

## 概要
ウッドボーン空港はニュージーランドで最も古い空港の1つであり、1939年にニュージーランド空軍の基地として開港した。後に民間に開放され、1961年には当時最新鋭の旅客機フォッカー F27に対応した滑走路06R/24Lの供用が開始された。
2006年の旅客の輸送実績は197,879人。航空機の発着回数は10,669回である。

## 就航路線一覧
| 航空会社                                           | 就航地                                         |
| -------------------------------------------------- | ---------------------------------------------- |
| エア2ゼアー                                        | パラパラウム、ウェリントン                     |
| エア・ネルソン（ニュージーランド航空系列）         | オークランド、ウェリントン                     |
| イーグル・エアウェイズ（ニュージーランド航空系列） | オークランド、クライストチャーチ、ウェリントン |
| サウンズ・エア                                     | ウェリントン                                   |